# Белый Берег (Смоленская область)
 Бе́лый Бе́рег — деревня в Смоленской области России, в Сафоновском районе. Расположена в северной части области в 32,5 км к северо-востоку от Сафонова, в 1,5 км восточнее автодороги М1 «Беларусь»—Холм-Жирковский, на правом берегу реки Днепр. Постоянного населения не имеет. Входит в состав Казулинского сельского поселения.

## История
Название произошло от местоположения деревни, которая расположена на высоком холме над рекой Днепр. Бывшее село Вяземского уезда. Известно как минимум с 1650 года (Вяземским помещиком Прокопием Жегаловым построена деревянная церковь). В настоящее время на берегу Днепра осталась только колокольня (кирпичная)

## Достопримечательности
- Памятник архитектуры: Церковь Успения, начало XIX века, колокольня 1868 года. В настоящее время сохранилась трехъярусная колокольня и четверик храма, завершенный барабаном с куполом.[1]